# Cheilosia lasiophthalmus
Cheilosia lasiophthalmus är en tvåvingeart som beskrevs av Samuel Wendell Williston  1882. Cheilosia lasiophthalmus ingår i släktet örtblomflugor, och familjen blomflugor. Inga underarter finns listade i Catalogue of Life.